# پیت ده بوئر
پیت ده بوئر (هلندی: Piet de Boer; ۱۰ اکتبر ۱۹۱۹ – ۸ فوریهٔ ۱۹۸۴) بازیکن فوتبال اهل هلند بود.
از باشگاه‌هایی که در آن بازی کرده‌است می‌توان به باشگاه فوتبال آزد آلکمار اشاره کرد.
وی همچنین در تیم ملی فوتبال هلند بازی کرده‌است.